# Anne Bogart
Anne Bogart (Newport, 25 settembre 1951) è una regista teatrale e drammaturga statunitense.

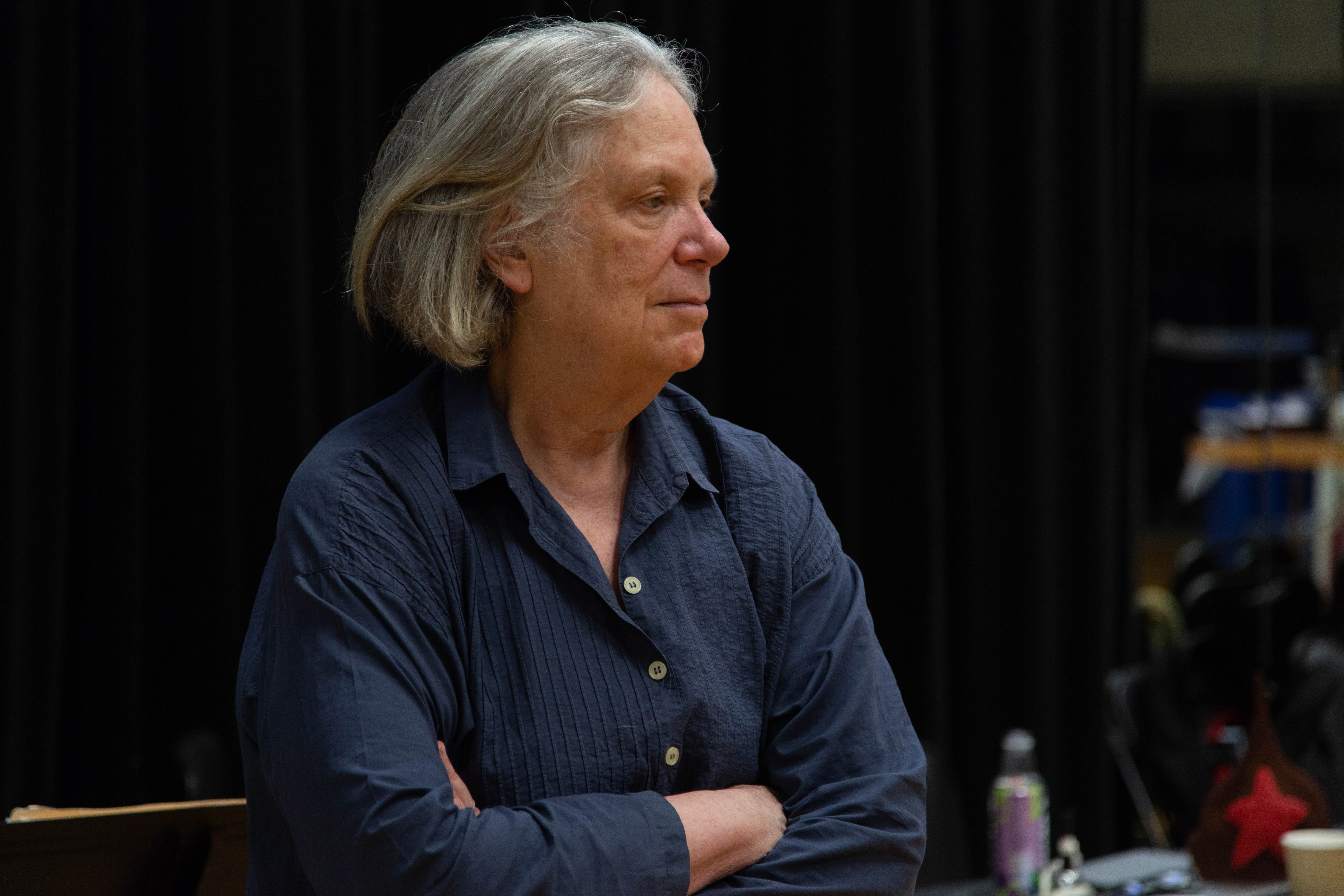
Anne Bogart, 2019. Foto di Calista Lyon

Ha acquistato notorietà nella comunità teatrale statunitense per la sua eclettica e originale produzione artistica e per la sua tecnica di addestramento degli attori, chiamata Viewpoints, che ha influenzato la pratica e l'insegnamento della recitazione a livello globale.
All'inizio della sua carriera, alla metà degli anni settanta del Novecento, ha messo in scena nelle strade di New York spettacoli radicali d'avanguardia e prodotto decostruzioni di classici moderni.
Ha lavorato nei primi anni ottanta in alcune scuole e compagnie teatrali in Europa, per poi passare alle produzioni off-off-Broadway, nelle quali ha elaborato il suo stile personale, prendendo le distanze dalla tradizione europea, esplorando temi ed eventi propri della cultura americana, e sperimentando musical, riletture di testi classici, opere originali, spettacoli di teatro danza e altri improntati alla critica sociale.
Nel 1992 ha fondato con il regista giapponese Tadashi Suzuki il Saratoga International Theatre Institute, da cui in seguito ha preso nome l'omonima compagnia, conosciuta con l'acronimo SITI, che con il suo approccio innovativo alla collaborazione, allo scambio culturale e alla formazione degli attori ha contribuito alla ridefinizione del teatro contemporaneo negli Stati Uniti.

## Biografia

Stemma dell'US Navy

Anne Bogart nasce a Newport nel 1951 da una famiglia di tradizione militare. Il padre, Gerard S. Bogart, in servizio nella Marina degli Stati Uniti, raggiunge al termine della sua trentennale carriera il grado di capitano. Il nonno materno, l'ammiraglio Raymond Ames Spruance, svolse un importante ruolo nella vittoria della battaglia delle Midway durante la seconda guerra mondiale, divenne comandante della quinta flotta, presidente del Naval War College (1946-48) e ambasciatore degli Stati Uniti nelle Filippine (1952-1955). Nel film di guerra Midway (1976) interpretò il suo ruolo Glenn Ford.
Durante la sua infanzia e adolescenza Anne Bogart si trasferisce frequentemente con la famiglia in nuove basi navali "da una costa all'altra e da un paese all'altro", cambiando diverse scuole: private, pubbliche, militari, convitti. Tra i sei e gli otto anni vive a Tokyo, la sua permanenza più lunga in una stessa città.
Di questo periodo ricorda come le sia stata di grande conforto la presenza di attività teatrali in tutti gli istituti scolastici frequentati e come l'aver assistito al Macbeth di Adrian Hall, in un teatro di Providence, l'abbia indirizzata per sempre verso quel mondo.

Nel 1967, quando ha 15 anni, la sua insegnante di francese alla Middletown High School, Jill Warren, le assegna la direzione dell'opera teatrale di Ionesco La cantatrice calva. L'inaspettato successo ottenuto le fa decidere di intraprendere la carriera di regista.
(Anne Bogart, Interview, 2001)

### Anni settanta

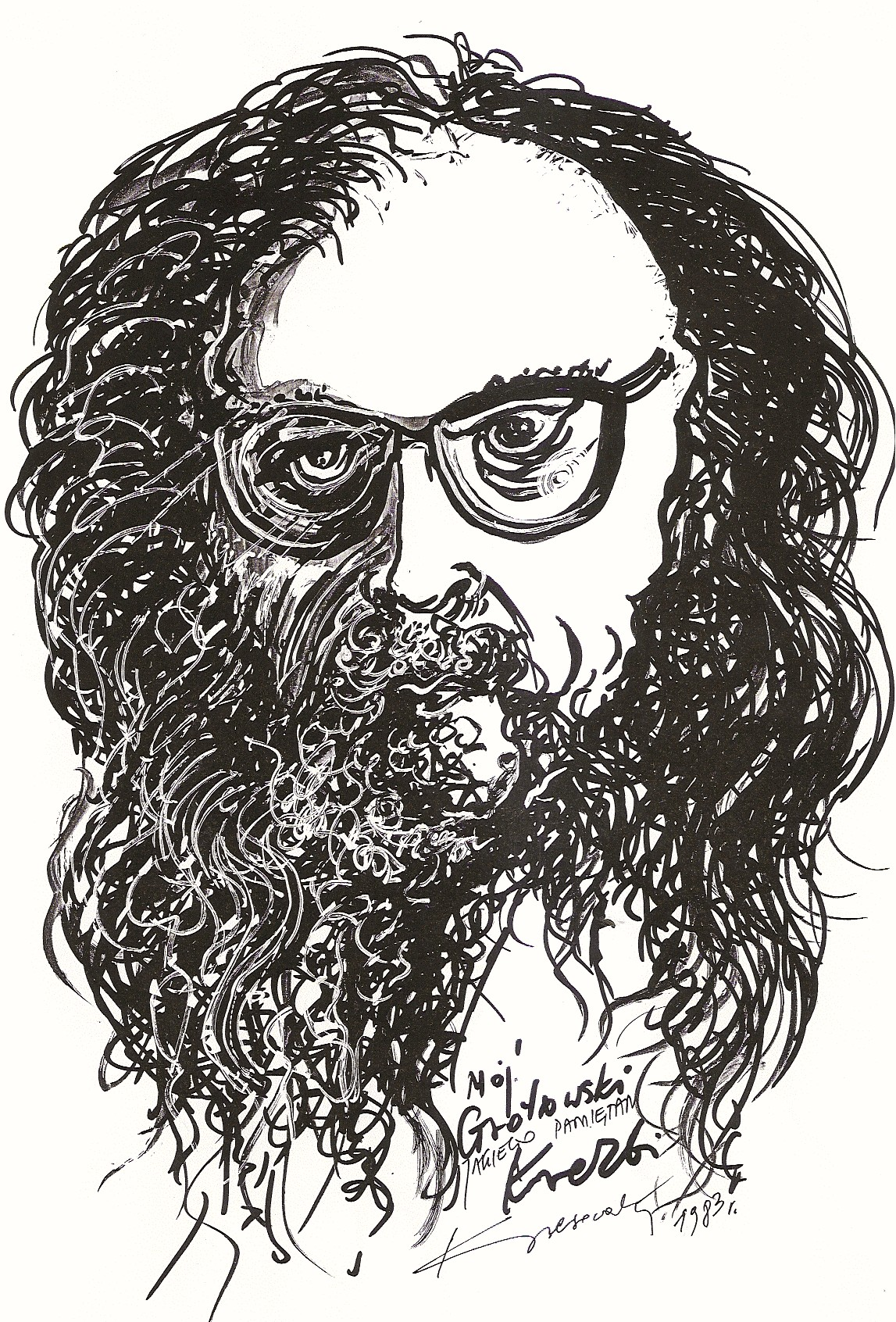
Jerzy Grotowski, regista teatrale polacco

Nel 1970/71, al secondo anno di iscrizione al Bard College di New York, durante un periodo di studio all'American Hellenic Center di Atene, Bogart apprende la lingua, la storia greca, l'archeologia, traendone ispirazione per i suoi successivi lavori. Durante gli ultimi due anni al college matura un forte interesse per il teatro di Jerzy Grotowski e si avvicina alla danza postmoderna grazie alla ballerina e insegnante statunitense Aileen Passloff, le cui lezioni intendono stimolare nei partecipanti l'improvvisazione e la creatività.
Bogart apprende da Passloff una serie di accorgimenti che applicherà in seguito per creare le sue regie, assegnando agli attori degli esercizi di composizione in grado di stimolare la loro creatività.
Dal 1972 prende parte ad una compagnia studentesca, Via Theatre, fondata dal suo compagno di studi David Ossian Cameron, come lei ispirato alle tecniche del "teatro povero" di Grotowski e alla danza sperimentale, con cui due anni dopo realizza le sue prime rappresentazioni - come Tower of Babel-First Story - messe in scena all'Università e, durante l'estate, in una tournée negli Stati Uniti e in Canada.
Dopo la laurea al Bard College nel 1974, si stabilisce a New York in un loft affittato in comune con altri amici a SoHo e comincia a praticare tai-chi chuan. Per mantenersi svolge diversi lavori: impiegata del reparto riscossioni di una compagnia idrica, analista delle spese in una società di brokeraggio a Wall Street, sorvegliante di bambini in un programma teatrale del doposcuola, impiegata in una casa di accoglienza per disabili mentali.
Nello stesso periodo si iscrive al Dipartimento di recitazione della Tisch School of the Arts (TSOA), dove nel 1977 si laurea in storia del teatro con una tesi su cinque importanti registi: Lee Strasberg, Robert Wilson, Richard Foreman, Andrei Serban e Richard Schechner, quest'ultimo relatore della sua tesi.
Il suo debutto alla regia avviene nel 1976 con la messa in scena al Brook Theatre di Brooklyn di un Macbeth di William Shakespeare decostruito. Come drammaturga realizza il suo primo spettacolo nel 1978 con Inhabitat, prodotto da lei stessa. Lo spettacolo, come in simili casi di site-specific work, concepiti per gli spazi in cui avviene la messa in scena, si svolge a Brooklyn nel suo appartamento, nel quale i partecipanti giungono dopo essere stati prelevati all'angolo di una strada di Manhattan e condotti a destinazione a bordo di un camion. Il pubblico segue le diverse azioni sceniche spostandosi da una stanza all'altra. Lo spettacolo, divenuto un piccolo cult, ha tra gli spettatori John Cage.
Il tema del "viaggio teatrale" viene ripreso anche nella produzione successiva, ancora svolta fuori dai teatri: Hauptstadt (1979), Out of Sync (1980) e The Emissions Project (1980), vengono realizzate conducendo il pubblico agli angoli delle strade dell'East Village e fuori dei loft di New York, per assistere, direttamente in strada, a scene nelle quali attori, spettatori, passanti, si mescolano nel flusso della vita quotidiana del quartiere, e influenzano, nelle loro dinamiche, lo sviluppo dello spettacolo. In Out of Sync, un adattamento de Il gabbiano di Cechov, vincitore di un Villager Award, dopo una scena di lotta fra due attori nella Second Avenue, il pubblico deve intervenire per convincere gli increduli addetti di un'ambulanza che si sono fermati per accertarsi dell'accaduto, che quello è uno spettacolo teatrale.
Nel 1979 le viene affidato un incarico di insegnamento all'Experimental Theatre Wing (ETW) alla New York University, un programma universitario innovativo che le consente di crescere come regista creando nuovi spettacoli con gli studenti. Qui incontra la coreografa Mary Overlie, ideatrice della tecnica dei Six ViewPoints per il teatro e la danza, dalla quale trae ispirazione per lo sviluppo di un nuovo approccio alla formazione degli attori.

### Anni ottanta
La sua scoperta del lavoro del regista tedesco Peter Stein e della sua compagnia teatrale, Schaubühne di Berlino, unita alla lettura dell'innovativa rivista tedesca Theater Heute, la conducono ad un nuovo approccio alla recitazione, alla ridefinizione del ruolo dell'attore e all'incorporazione di nuovi temi, anche politici, nella sua produzione teatrale.

Grazie a contatti con attori, scrittori e registi tedeschi in visita a New York, che assistono ai suoi spettacoli, viene pubblicato su Theater Heute un articolo su di lei, che le procura degli inviti a dirigere in Germania, Austria e Svizzera; lavora in Germania presso la Hochschule der Kunste di Berlino Ovest nel 1981 e con il gruppo teatrale sperimentale Theater am Montag a Berna, in Svizzera. L'incontro con la regista francese Ariane Mnouchkine e il suo Théâtre du Soleil sono decisivi nell'indurla a perseguire l'obbiettivo di fondare una propria compagnia con la quale lavorare ed evolversi.

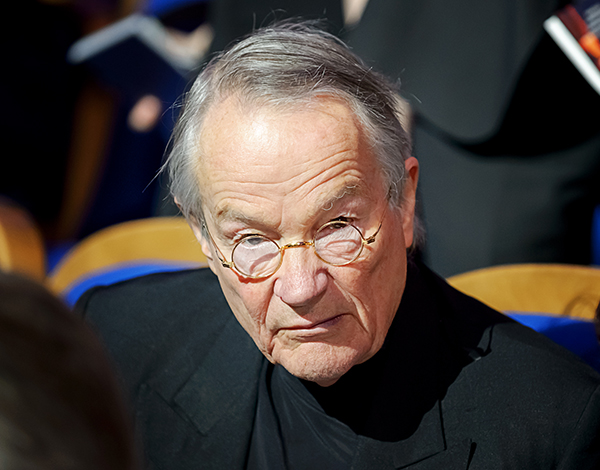
Peter Stein, regista teatrale tedesco

Dopo il soggiorno in Europa, fa ritorno a New York con una maggiore consapevolezza della sua appartenenza, in termini di sensibilità e approccio artistico, alla cultura americana, che si impegna di indagare, anche da un punto di vista storico, nelle sue successive opere, come Sehnsucht (1982), adattamento di Un tram che si chiama desiderio di Tennessee Williams, History, an American Dream (1983) focalizzato sugli anni sessanta e la guerra del Vietnam, il musical South Pacific (1984). I suoi spettacoli prendono spunto da "eventi storici americani come il vaudeville, la maratona di ballo e il cinema muto, artisti americani come Gertrude Stein, Orson Welles, Emma Goldman, Andy Warhol, Robert Rauschenberg, o Robert Wilson, così come musical e commedie di scrittori americani per antonomasia, come William Inge, Elmer Rice, Leonard Bernstein, George S. Kaufman."
A New York dirige off-Broadway il Music Theatre Group al St. Clements e il New York Theatre Workshop al Perry Street Theatre. Nel 1984 riceve un Bessie Award per la sua produzione di South Pacific ambientato in un ospedale psichiatrico per veterani. Nel 1986 mette in scena 1951, una piéce sull'arte e la politica durante l'era del maccartismo.
Dal 1987 al 1992 è direttrice artistica del Via Theatre di New York, nuovamente portato in vita, di cui è co-fondatrice.
Alla fine degli anni '80 Bogart divide il suo tempo tra una posizione di insegnante/regista all'UC-San Diego, produzioni indipendenti a New York con il suo Via Theatre e l'insegnamento e la regia. Nel 1989 viene nominata direttrice artistica della Trinity Repertory Company a Providence, Rhode Island, incarico che dura solo un anno e che termina a seguito di incomprensioni con il Consiglio di Amministrazione. Tornata a Manhattan, inizia a lavorare con Circle Repertory Company, Movement Research, En Garde Arts e Public Theatre.
Nel 1988 riceve l'Obie Award come miglior regista per No Plays No Poetry sugli scritti teorici di Brecht.

### Anni novanta

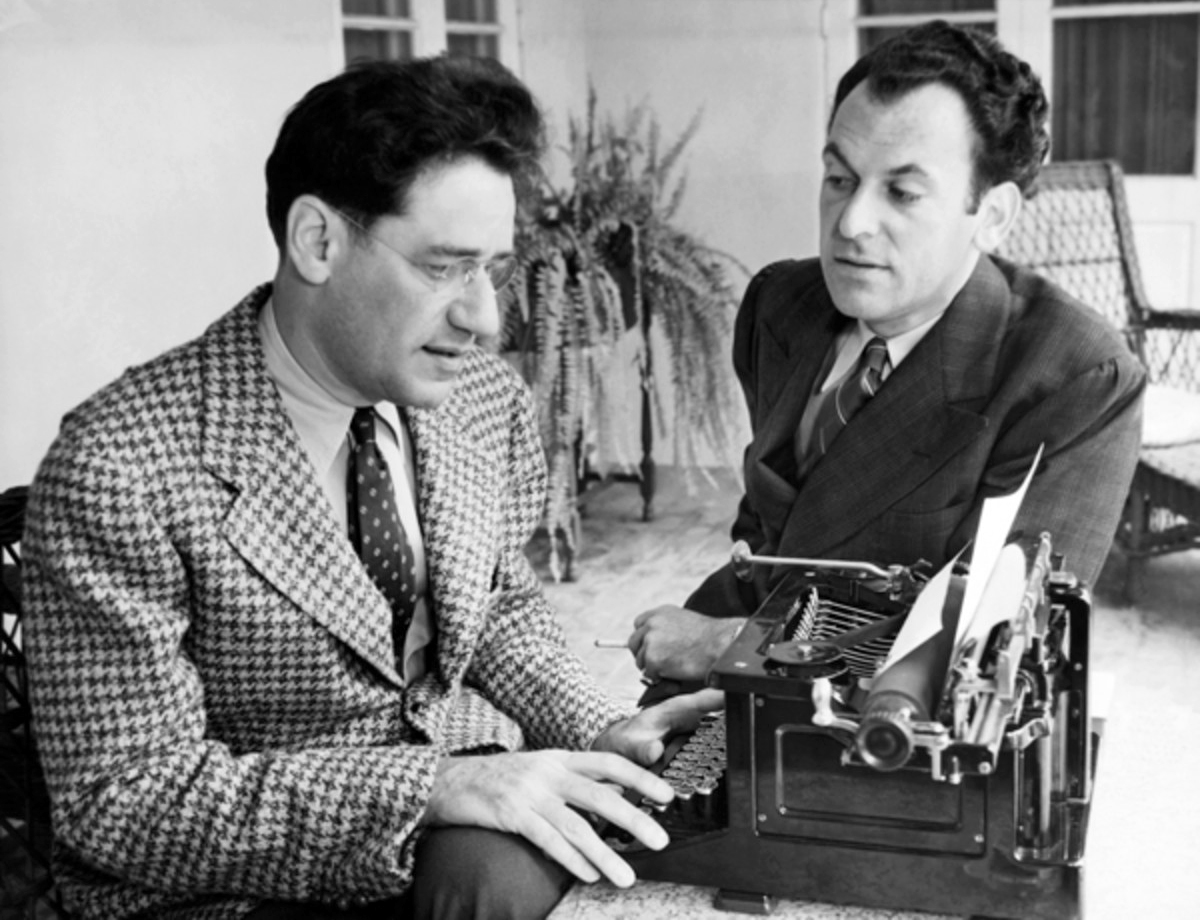
I drammaturghi e registi teatraliGeorge S. Kaufman e Moss Hart, 1937

Nel 1990 dirige Once in a Lifetime (1990) dei drammaturghi statunitensi George S. Kaufman e Moss Hart e The Baltimore Waltz della drammaturga Paula Vogel, con il quale nel 1992 vince il secondo Obie Aword per la miglior regia. Nel 1991 mette in scena In the Eye of the Hurricane di Eduardo Machado e, con Mabou Mines, Nella giungla delle città di Brecht; l'anno dopo realizza American Vaudeville con Tina Landau, sua partner nella vita e nel teatro.
Dal 1991 al 1993 è presidente del Theatre Communications Group, l'organizzazione nazionale dei teatri negli Stati Uniti. Dal 1993 è professoressa alla Columbia University, dove è direttrice del corso di laurea in regia alla School of the Arts.
Nel 1992 fonda a Saratoga Springs, New York, il Saratoga International Theatre Institute (Compagnia SITI) con il regista giapponese Tadashi Suzuki, conosciuto a Toga Mura, in Giappone, dove si era recata per partecipare al Toga International Arts Festival.

#### Saratoga International Theatre Institute

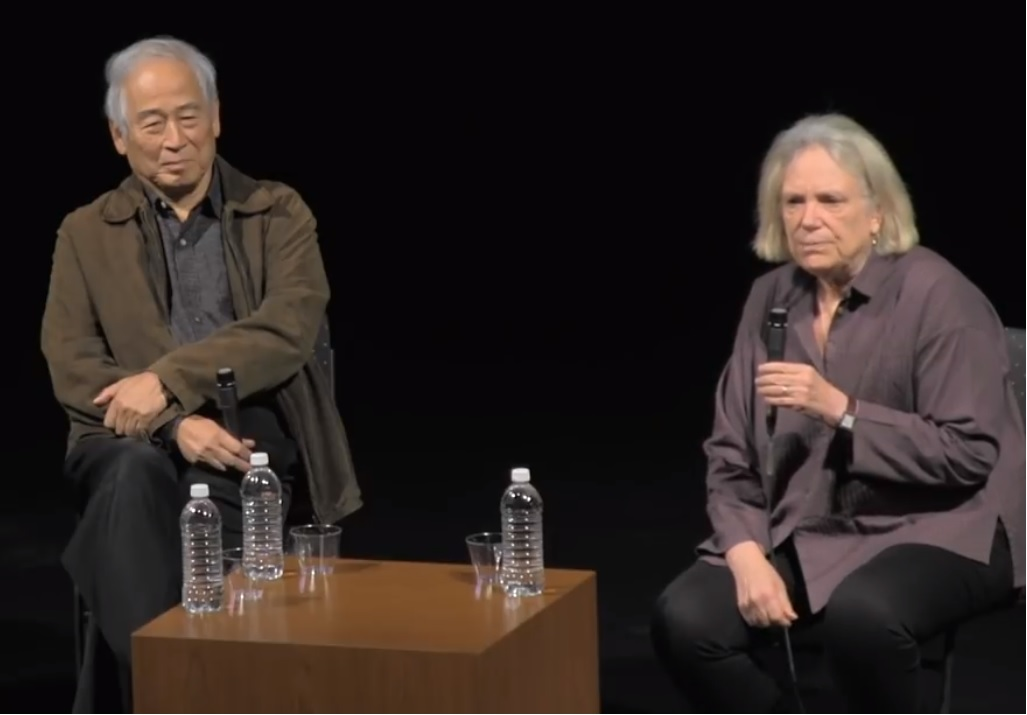
Tadashi Suzuki e Anne Bogart ad un convegno con SITI Company

Il Saratoga International Theatre Institute (SITI), inizialmente pensato come scuola estiva di formazione di artisti teatrali, attraverso la realizzazione di laboratori, seminari e workshop, diventa poi una compagnia teatrale basata sullo scambio interculturale di esperienze di danza, musica, arte e performance con artisti di tutto il mondo. La compagnia, fino al suo scioglimento nel 2022, rappresenterà il centro del lavoro creativo di Bogart.
L'addestramento degli attori della compagnia SITI si basa sulla felice combinazione di due diversi metodi di formazione degli attori: quello di Suzuki, che combina elementi di Noh e Kabuki con il realismo occidentale ed è fondato su studi fisici centrati sulla parte inferiore del corpo, orientati alla ricezione e all'invio di energia, e quello dall'orientamento più aperto e giocoso, fondato sull'improvvisazione di Bogart, più vicino alla danza postmoderna, i cui pionieri sono da lei ritenuti i forgiatori della nuova filosofia dei ViewPoints.

#### ViewPoints
Il metodo di Bogart di formazione degli attori si basa sul training dei sei "punti di vista" messo a punto dalla coreografa Mary Overlie negli anni settanta. Bogart e Overlie si sono conosciute nel 1979 all'Experimental Theatre Wing; l'anno dopo hanno codiretto Artourist, uno spettacolo di teatro-danza, e insieme creato le coreografie del musical South Pacific.

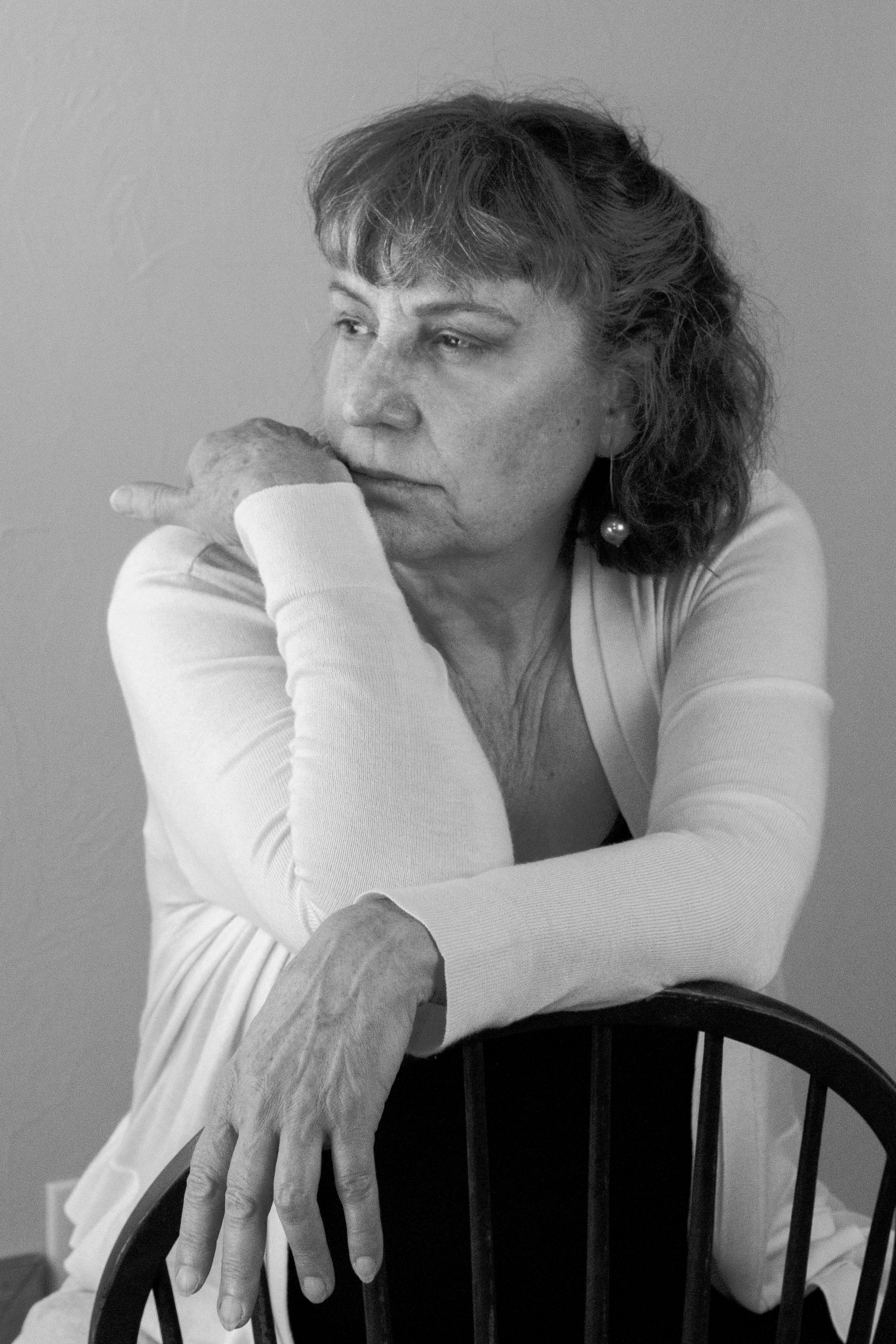
Mary Overlie, coreografa ideatrice dei Viewpoints

Overlie nel suo saggio pubblicato nel 2006, nel quale presenta il suo metodo, afferma che tutte le rappresentazioni sono costituite da sei "materiali esistenti"/punti di vista - spazio, forma, tempo, emozione, movimento e storia - configurati nel teatro tradizionale in una precisa gerarchia, posta al servizio della narrazione; tale gerarchia induce nel pubblico la convinzione di una dipendenza della performance dalla trama e dal "messaggio" contenuto. La coreografa, sostenitrice di una prospettiva postmoderna della performance, non più finalizzata a narrazioni chiare e definitive, all'espressione di emozioni o al virtuosismo, promuove la separazione di questi sei "punti di vista", a cui intende attribuire lo stesso peso, svincolandoli da ogni gerarchia. Gli attori, attraverso esercizi mirati descritti in una successiva pubblicazione, possono imparare a considerare separatamente questi sei "punti di vista" e le loro potenzialità, agire per scomporli e per farli dialogare fra di loro, decostruendo e poi ricomponendo la performance.
Bogart, che ha sempre riconosciuto, affettuosamente, di aver "rubato" a Overlie questa "invenzione", sottopone questa "filosofia tradotta in una tecnica" ad alcune modifiche, trasformandola in qualcosa di diverso da ciò che Overlie aveva ideato. I Viewpoints, "punti di consapevolezza che un artista o un creatore utilizza mentre lavora", sono destinati alla formazione degli attori, alla costruzione di un ensemble, a creare il movimento sul palco.
I punti di vista e la composizione rappresentano per lei un'alternativa "non gerarchica, pratica e collaborativa" agli approcci convenzionali alla recitazione, alla regia, alla sceneggiatura e al design. Stimolano la creatività degli attori e contrastano la figura egemonica del regista. Nei suoi racconti riporta come i suoi studenti apprezzino "la libertà di inventare le cose da soli piuttosto che aspettare che un leader dica loro cosa fare".
Dai sei "punti di vista" originari di Overlie, Bogart elimina storia ed emozione, rifiutando "l'americanizzazione del metodo di Stanislavskij" che ha ridotto la recitazione ad un "esercizio solipsistico", allontanando gli attori uno dall'altro e dal pubblico. Aggiunge risposta cinestesica e ripetizione, architettura, relazione spaziale e topografia, raggiungendo un totale di nove elementi, raggruppati in due filoni: "punti di vista del tempo" (tempo, durata, risposta cinestesica e ripetizione) e "punti di vista dello spazio" (forma, gesto, architettura, relazione spaziale e topografia). Crea una sorta di vocabolario, una lingua comune del palcoscenico, con cui gli attori acquisiscono maggiore consapevolezza nei confronti di queste due categorie, permettendo loro di condividere e di comunicare, di diventare "coreografi collettivi dell'azione fisica" di uno spettacolo. Aggiunge infine anche cinque "punti di vista vocali" (Vocal Viewpoints), correlati al suono anziché al movimento, finalizzati a sperimentare l'arte del parlare: altezza, dinamica, accelerazione/decelerazione, silenzio e timbro.
Nel 2005 pubblica con Tina Landau The Viewpoints book, una "guida pratica" per formare artisti e costruire un ensemble, nel quale descrive e approfondisce le tecniche di recitazione e improvvisazione su cui si basa il suo metodo.

### Produzioni con SITI Company (1992-2022)

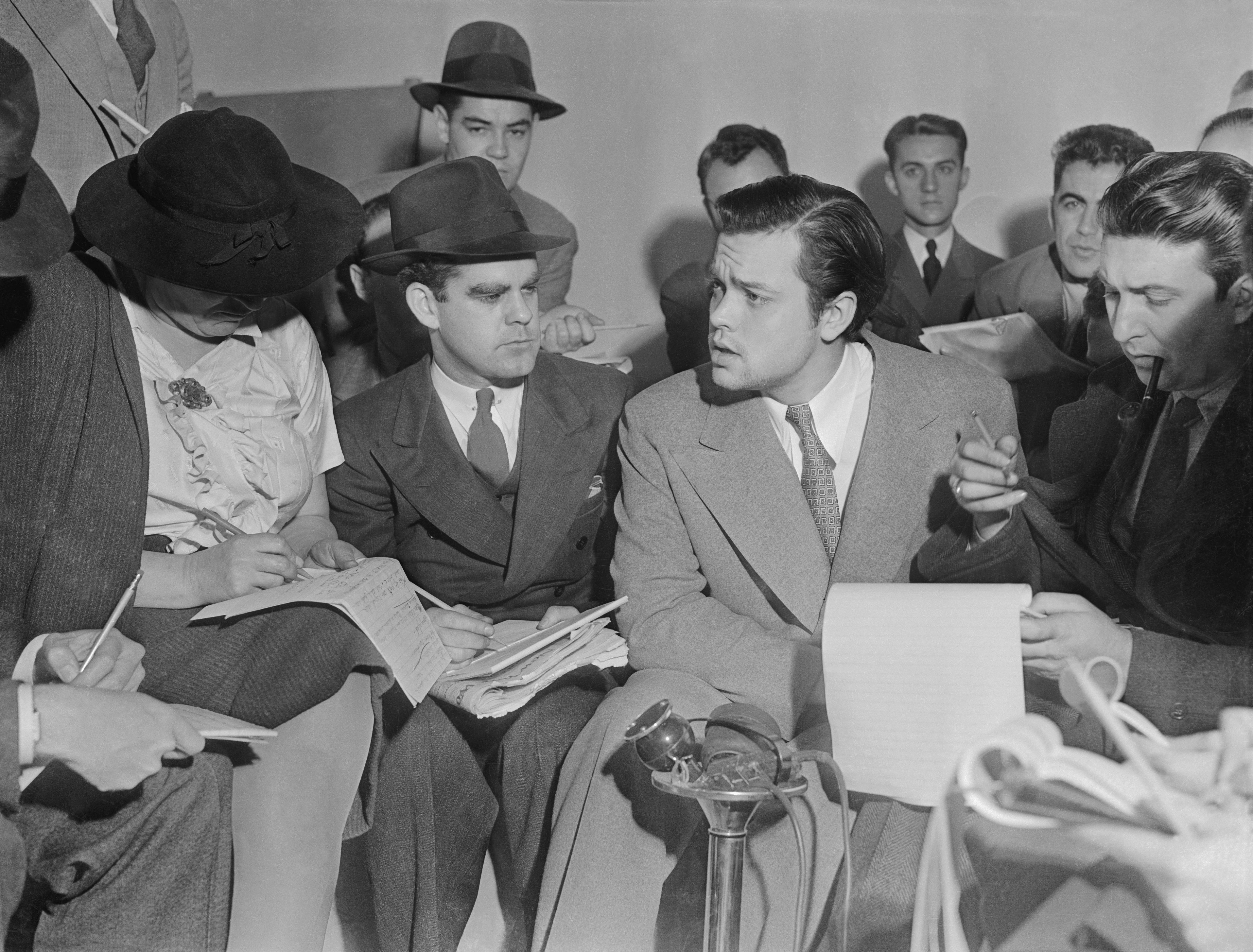
Orson Welles, La guerra dei mondi, 1938

Gli spettacoli messi in scena con SITI Company, a partire dal 1992 con Oreste di Euripide, adattato da Charles L. Mee, sono di vario genere: comprendono rivisitazioni di classici, come Sogno di una notte di mezza estate di Shakespeare o Le tre sorelle di Čechov, opere come Private Lives (1998) e Hay Fever (2001) del commediografo e regista britannico Noël Coward, La signorina Julie di August Strindberg, La Dispute di Marivaux (2003), Der Ackermann aus Böhmen di Johannes von Saaz (2004) - e campionature di uno o più autori, frutto di una ricerca documentaria collettiva, riassemblate sotto una nuova forma: Cabin Pressure, una riflessione sul rapporto pubblico/attore nel teatro e il cui testo è tratto da scritti di Stanislavskij, Meyerhold, Artaud, Brook, oltre che da interviste agli spettatori; Culture of Desire (1998), che combina parti della Divina Commedia di Dante con citazioni di Andy Warhol.
Bogart affida la scrittura dei testi anche ad affermati colleghi drammaturghi, come Jocelyn Clark, che produce per lei e SITI Company sei sceneggiature - Bob, Alice's Adventures Underground, Room, Score, Antigone e Trojan Women (After Euripides) - Noemi IIzuka che scrive La guerra dei mondi, tratta dal celebre programma radiofonico di Orson Welles e messa in scena nel 2000, e Charles L. Mee, noto per il suo stile drammaturgico simile a un collage, che realizza sceneggiature aperte, come bobrauschenbergamerica e Hotel Cassiopeia.
Dopo alcuni anni, come già aveva già annunciato in precedenza perché intenzionato a dedicarsi ad altri progetti, Tadashi Suzuki cessa la sua diretta collaborazione con SITI. Nel 2011 la compagnia crea una struttura di leadership condivisa, assegnando la co-direzione artistica ad Anne Bogart e agli attori Ellen Lauren e Leon Ingulsrud, cofondatori di SITI.

SITI si scioglie nel dicembre 2022 con la messa in scena dell'ultimo spettacolo, Canto di Natale di Dickens, codiretto da Anne Bogart e Darron L. West, dopo aver realizzato, nel corso di circa trent'anni, circa 50 spettacoli e collaborato a progetti con altri gruppi, come Martha Graham Dance Company, Bill T. Jones/Arnie Zane Dance Company, o con singoli artisti, fra cui la compositrice Julia Wolfe e l'artista visiva Ann Hamilton.

Martha Graham Dance Company esegue Every Soul

Barney O'Hanlon, uno dei membri della compagnia, ne descrive così l'attività: "Non facevamo solo teatro. Noi eravamo un ensemble di recitazione che poteva sconfinare in modo fluido e organico in altre discipline. Abbiamo fatto opera, danza, musica, arti visive e teatro”.

### Regista in altre compagnie
Nel 2019 e nel 2023 Bogart ha diretto con la Boston Lyric Opera due site-specific works: Il racconto dell'ancella di Margaret Atwood al campo di basket di Harvard e Bluebeard’s Castle/Four Songs, che fonde Il castello di Barbablù di Bela Bartók (1918), con Vier Lieder di Alma Mahler Schindler (1915), al terminal del Flynn Cruiseport di Boston.

### Pubblicazioni
Anne Bogart ha definito la sua concezione del teatro in diversi libri: A Director Prepares: seven essays on art and theatre (2001), The Viewpoints Book (coautrice Tina Landau, 2005), And Then, You Act (2007), Conversations with Anne: twenty-four interviews (2012), What's the Story (2014), The Art of Resonance (2021).

### Vita privata
Anne Bogart vive a Manhattan ed è sposata con la britannica Rena Chelouche Fogel, attrice del cast SITI Company.

## Stile e temi

### Americanità

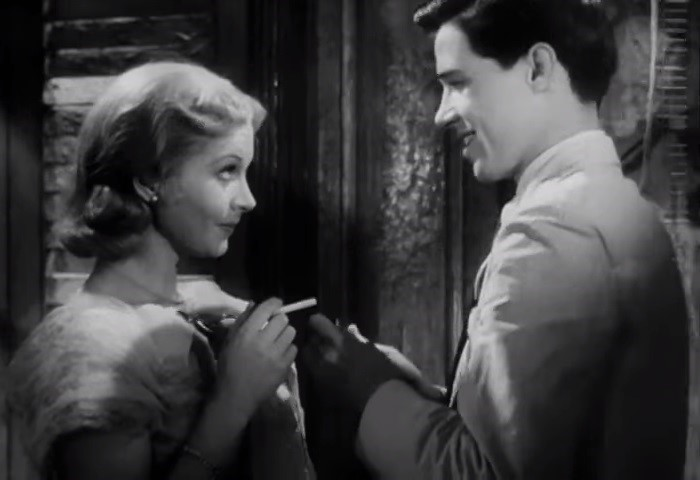
Vivien Leigh e Wright King nel film Un tram che si chiama desiderio, (1951)

grow when I encounter other cultures. It challenges me to understand my own better. I want
to do very American art»
(Anne Bogart, 1994, cit. in Lampe 1997, p. 105)
Negli anni '80, dopo essere venuta a contatto con la scena europea e aver conosciuto registi, da lei ammirati, come Peter Stein, Klaus Michael Grüber, Ariane Mnouchkine e Giorgio Strehler, Bogart si rende conto che il suo stile è diverso. Mentre il teatro europeo pone l'enfasi sull'analisi e l'interpretazione della parola, Bogart avverte che la sua "americanità" la conduce a concentrarsi sull'azione, ad attribuire al suono e alla musica la stessa importanza delle parole.
Il confronto con la tradizione europea, l'emergere del punto di vista "americano", unito all'influenza dei principi filosofici e artistici dell'arte performativa asiatica cui si è avvicinata dalla metà degli anni settanta,, stanno alla base della sua produzione successiva: le riletture irriverenti e controverse di Gor'kij, Wedekind, Büchner e le produzioni ispirate direttamente agli Stati Uniti, come Sechnsucht (1982), la versione di Un tram che si chiama desiderio di Tennessee Williams, lo spettacolo di teatro-danza intitolato History, An American Dream (1983), incentrato sugli anni sessanta e la guerra del Vietnam, il musical South Pacific (1984), l'adattamento del romanzo di Gertrude Stein The Making of Americans (1985), 1951 (1986), il musical On the Town (I990), Once in a Lifetime (1990).

### Eclettismo
Nella mostra organizzata nel 2002 da Exit Art a New York dal titolo Show People: Downtown Directors and the Play of Time, dedicata a sei registi il cui lavoro è stato ritenuto fondamentale per l'evoluzione di un'estetica "Downtown" e di una comunità di artisti - Reza Abdoh, Anne Bogart, Richard Foreman, Meredith Monk, Peter Schumann e Robert Wilson - l'autrice di South Pacific ha presentato la sua produzione suddividendola in sei raggruppamenti:
- Classic Explosions, in cui ha raccolto gli spettacoli tratti da opere di maestri modernisti (Büchner, Gor'kij, Strindberg) e di classici americani del XX secolo (Rice, Kaufman e Hart, Williams, Inge, Noël Coward);
- Site Specific, dove ha collocato le sue prime sperimentazioni messe in scena a New York e in Europa in luoghi non convenzionali, nei quali il pubblico veniva guidato a partecipare allo spettacolo/viaggio muovendosi attraverso scantinati, tetti, fabbriche in disuso e scuole abbandonate;
- Living Playwrights, con riferimento alle produzioni realizzate in collaborazione con Eduardo Machado, Charles Lee, Naomi Iizuka, Paula Vogel;
- Music-Theatre, che comprende i classici musical di Broadway (South Pacific, On the Town), spettacoli con orchestra da camera come The Making of Americans, Between Wind), la direzione di opere liriche;
- Devised Works, opere-collage create collettivamente da SITI Company mettendo insieme testi di diversi autori o documenti su singole figure (Marshall McLuhan, Andy Warhol, Robert Wilson).

### Regista postmoderna

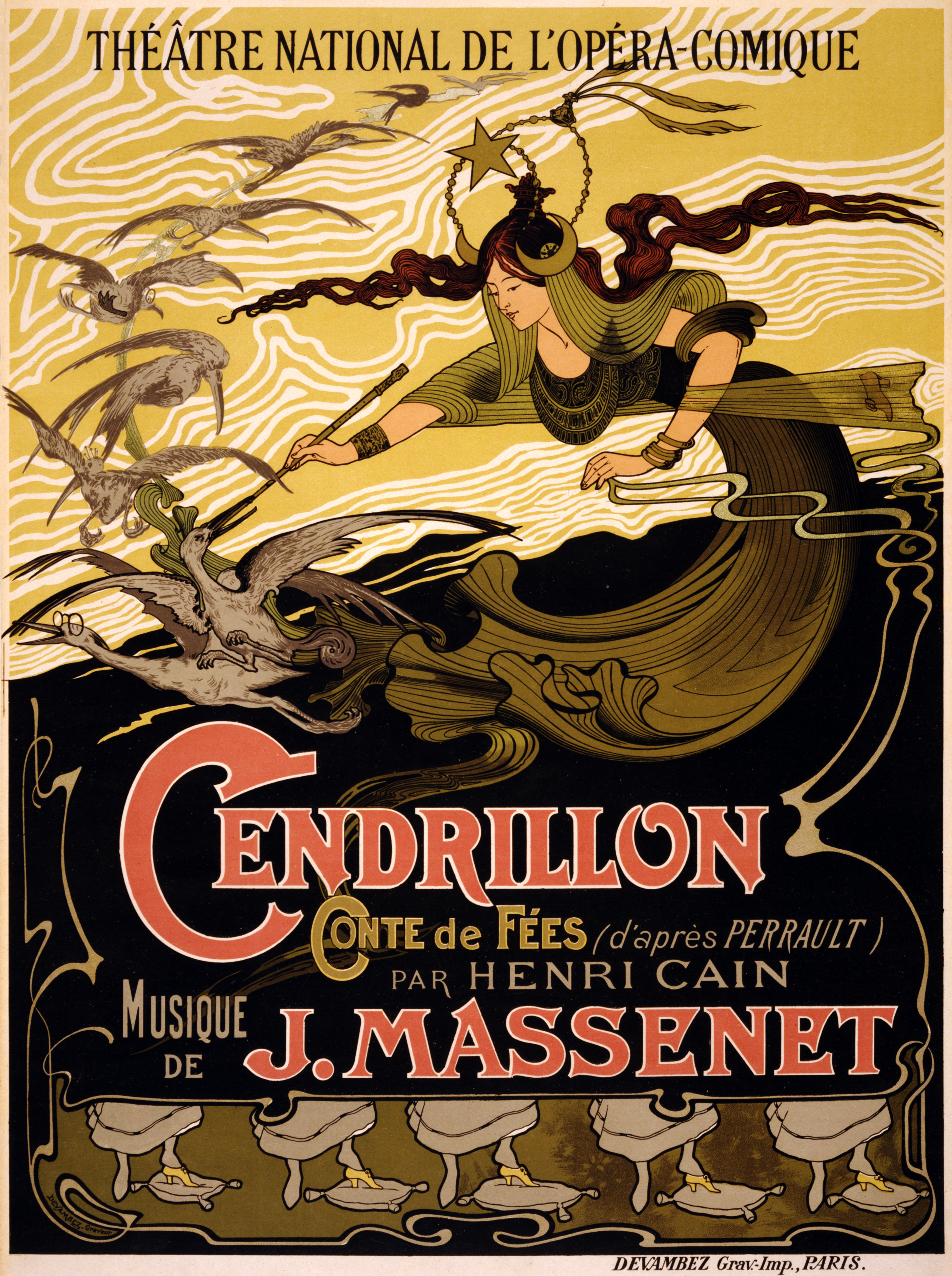
Locandina dell'opera Cendrillon (Cenerentola) di Jules Massenet, 1899

La studiosa statunitense Eelka Lampe ha individuato la caratteristica dello stile di Bogart nel paradosso, definito "dissociazione": a differenza dell'idea di recitazione occidentale convenzionale, basata sull'associazione tra parole/battute dell'attore, linguaggio del corpo ed esperienza interiore del personaggio interpretato, nella regia di Bogart, secondo Lampe, il testo e il movimento, la plasticità, non coincidono necessariamente, l'esterno può contraddire l'interno, gli elementi visivi e la produzione sonora distinguersi dal comportamento espressivo degli attori. I movimenti degli attori, frutto perlopiù di improvvisazione, sono spesso indipendenti dal personaggio rappresentato, decostruendo in questo modo la narrazione che il pubblico si aspetta, specie se riferita ad un'opera molto conosciuta (come nel caso del musical/film South Pacific), di cui Bogart sovverte il significato delle principali scene.
Il suo rifiuto del realismo psicologico in nome di uno stile dissociativo non realistico di recitazione, il suo approccio decostruzionista alla regia (il musical South Pacific, 1984, l'opera di Massenet Cenerentola/Cendrillon, 1988, La morte di Danton di Büchner, 1986, Summerfolk di Gor'kij, 1989), conducono Lampe a collocare Bogart nella categoria dei registi postmoderni.
La "tattica decostruttiva" presente nell'opera di Bogart viene messa in evidenza anche dallo studioso statunitense e docente di teatro Scott T. Cummings. Nel suo saggio su Anne Bogart contenuto in Remaking American theater: Charles Mee, Anne Bogart and the SITI Company, indica l'estetica "pastiche", ossia l'"impulso di nidificazione, di prendere questo e quello e intrecciarlo insieme per creare una sorta di matrimonio di idee", come una delle caratteristiche fondamentali del lavoro della regista statunitense e della SITI Company, di cui l'opera teatrale bobrauschenbergamerica viene indicata come uno dei maggiori esempi: scritta da Mee, diretta da Bogart, ideata e interpretata da SITI, è a sua volta ispirata all'estetica del collage dell'artista visivo Robert Rauschenberg.
Tutta la produzione di Bogart viene così suddivisa da Cummings in due filoni: “il montaggio di pezzi originali (‘Devised Works’) e lo smontaggio di opere consolidate (‘Classic Explosions’)”.

### Rapporto con gli attori

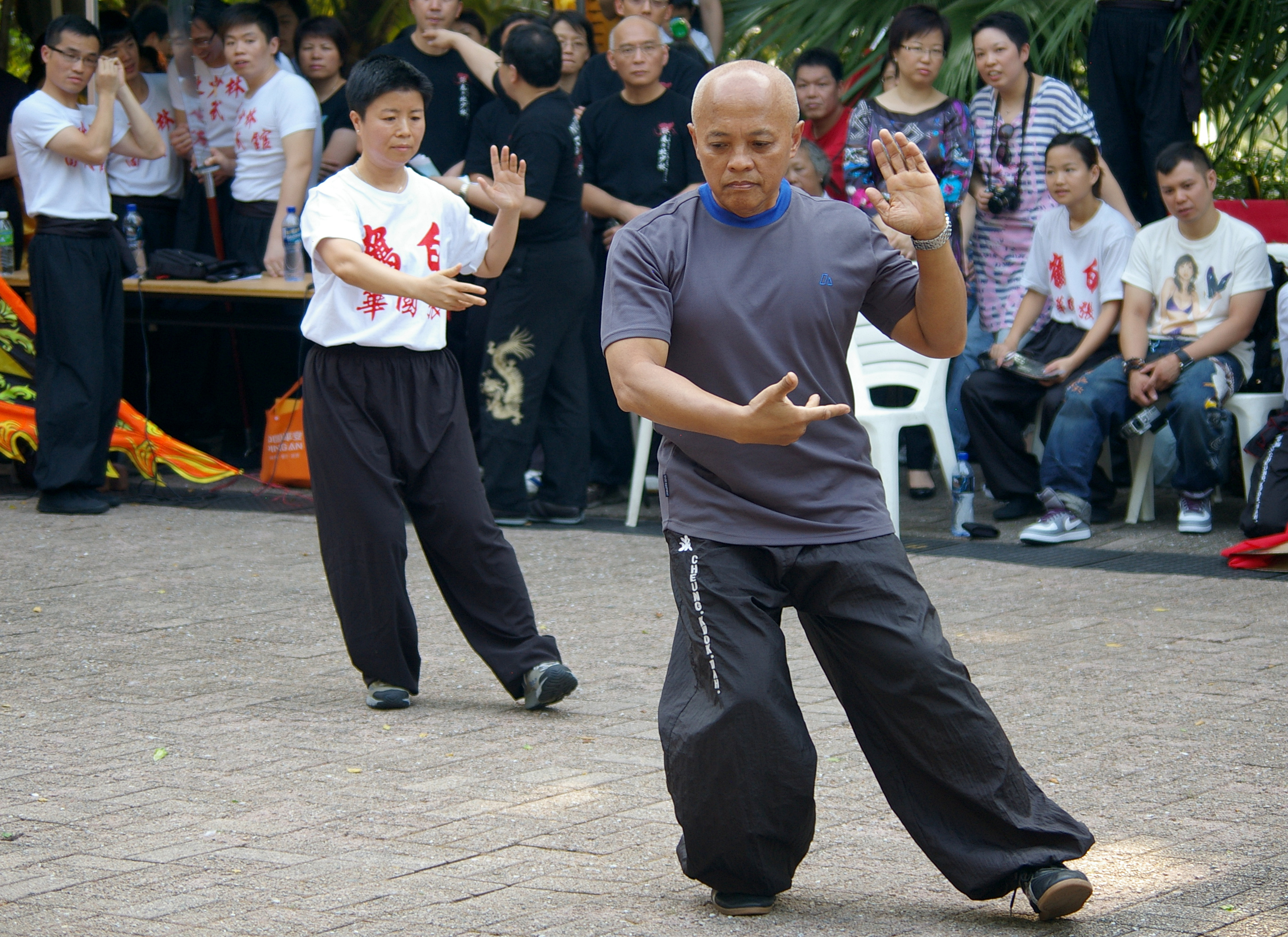
Praticanti di tai-chi chuan

Nel suo lavoro di regista Bogart dà potere ai suoi interpreti e al processo di creazione collettiva, utilizzando appositi esercizi per favorire la creatività individuale e nello stesso tempo creare un senso di ensemble. Questa impostazione le deriva in gran parte dalla sua conoscenza dell'estetica, dalla filosofia, dall'arte performativa dell'Asia orientale, e dalla pratica delle arti marziali cinesi e giapponesi (Tai-chi chuan e Aikido), cui si è avvicinata nel 1974 e nei primi anni ottanta.

L'interazione con questa cultura l'ha portata a sviluppare un approccio di regia collaborativo, non autocratico o gerarchico, e ad applicare principi presenti nel Tai-chi chuan, come "la non interferenza, il permettere all'energia di fluire, il lasciar andare gli investimenti restrittivi di sé per rispondere a ogni momento, l'essere aperti a ciò che l'altro offre".
(Anne Bogart, Interview, 1986)
Questa "rinegoziazione" del potere del regista, la sua deliberata rinuncia a controllare il processo creativo, demandato agli attori, è interpretata dalla studiosa Eelka Lampe non solo come una derivazione dal taoismo, ma anche come un atto politico, "una risposta femminista alle strutture gerarchiche convenzionali".
Uno dei temi ricorrenti dell'opera di Bogart è la battaglia dei sessi: le relazioni, l'amore, il sesso, il potere e la violenza sono presenti fin nel suo primi adattamenti - Macbeth (1976), The Waves (1977) di Virginia Woolf - per proseguire negli anni ottanta e novanta con Women and Men, A Big Dance (1982), Cenerentola/Cendrillon (1988, adattamento dell'opera di Massenet), On the Town (1990).

## Teatro

### Regista, 1970-1991

#### Anni settanta[67]
- 1976. Macbeth, adattamento da Shakespeare, prodotto da The Brook, New York
- 1976. Two Portraits di Dedee O'Connel, prodotto a New York e San Francisco
- 1977. RD 1, The Waves, adattamento di Le onde di Virginia Woolf, coproduzione del Theater for the New City e Iowa Theater Lab, andato in scena a New York, California, Wisconsin, Pennsylvania, e Canada
- 1978. Inhabitat, testo originale autoprodotto, New York
- 1979. Hauptstadt, testo originale, prodotto dall'Università di New York

#### Anni ottanta[68]
- 1980. Out of Sync, adattamento originale da Il gabbiano di Anton Chekhov
- 1980. Artourist, teatro-danza codiretto con Mary Overlie
- 1980. The Emission Project, progetto che ha previsto una produzione settimanale originale stile soap opera messa in scena in diversi luoghi di New York, prodotto dall'Università di New York
- 1981. Dance on the Volcano, opera teatrale originale, prodotta dall'Università di New York
- 1981. Exposed!, opera teatrale originale prodotta dall'Università di New York
- 1981. I'm Starting Over Again, opera teatrale originale, prodotta da August Moon Theater Festival, New York
- 1981. Leb Oder Tot, opera teatrale originale prodotta da Hochschule der Kunste, Berlino
- 1982. Between the Delicate, opera teatrale originale prodotta da Theater am Montag, Berna
- 1982. Die Gier Nach Banalem, opera teatrale originale prodotta da Theater am Montag, Berna.
- 1982. Sehnsucht, adattamento di Un tram che si chiama desiderio di Tennessee Williams
- 1982. Named Desire, prodotto da Abia Theatre, Northampton
- 1982. Small Town/Big Dreams, teatro-danza prodotto da Dance Gallery, Northampton
- 1982. The Ground Floor and Other Stories, opera teatrale originale, prodotta dall'University of the Streets, New York
- 1982. Women and Men, A Big Dance, teatro-danza prodotto da PS 122, New York
- 1983. Cordial Panic, three plays di Noel Coward prodotta dall'University of the Streets, New York
- 1983. The Lower Depths di Maxim Gor'kij, prodotta dall'University di New York
- 1983. Sommer Nachts Traum/Lost and Found, teatro-danza prodotto da Munich Theater Festival
- 1983. Grid, opera teatrale originale prodotta da Werkhaus Mosach di Munich
- 1983. History, an American Dream, teatro-danza prodotto da Danspace, St. Mark's Church, New York
- 1984. Inge: How They Got There, basato sul testo di William Inge, codiretto da John Bernd, prodotto da PS 122, New York
- 1984. South Pacific di Rodgers and Hammerstein, prodotto da New York University
- 1984. Spring Awakening di Frank Wedekind, musica di Lieber e Stoler, prodotto da New York University
- 1985. Albanian Softshoe di Mac Wellman, prodotto da River Arts Repertory, Woodstock
- 1985. The Women di Claire Booth Luce, prodotto da Bennington College, Bennington
- 1985. Four One Act Operas prodotto da Texas Opera Theatre, Houston
- 1985. The Making of Americans, basato su un romanzo di Gertrude Stein, musica di Al Carmines, libretto di Leon Katz, prodotto da Music Theatre Group
- 1986 1951, Les Traces, creazione collettiva prodotta da American Center, Parigi
- 1986. 1951 di Mac Wellman e Anne Bogart, prodotto da UC-San Diego, La Jolla, e da New York Theater Workshop
- 1986. Between Wind di Jessica Litwak, prodotto da Music Theater Group
- 1986. Danton's Death di Georg Buchner, prodotto da New York University
- 1987. The Dispute di Pierre Marivaux, prodotto da UC-San Diego, La Jolla
- 1987. Babel, opera teatrale originale, messa in scena dal Theater zum Westlischen Stadthirschen, prodotta al Festival di Berlino
- 1987. Cinderella in a Mirror, basato sull'opera Cendrillon di Jules Massenet, testo di Wendy Kesselman, prodotto dal Music Theater Group, messo in scena al Lenox Arts Center, Stockbridge
- 1987. Where's Dick, nuova opera di Stuart Wallace e Michael Korie, prodotto da Opera Omaha, Omaha
- 1987. In His Eightieth Year di Gillian Richards, coprodotto da B.A.C.A. e Cement Theater, Brooklyn
- 1988. Assimil, teatro-danza, prodotto da Via Theater, messo in scena al St. Mark's Church, New York
- 1988. Cinderella/Cendrillon, adattamento dell'opera Cendrillon di Jules Massenet, testo di Eve Ensler, prodotto da Music Theater Group con Via Theatre al St. Clements, New York
- 1988. No Plays, No Poetry, adattato dalle opere di Bertolt Brecht, prodotto da Via Theater, the Talking Band e Otrabanda, messo in scena all'Ohio Theater, New York
- 1988. Kaetchen von Heilbronn di Heinrich von Kleist, prodotto da A.R.T. Institute, Cambridge
- 1988. Once in a Lifetime di Kaufman e Hart, prodotto da the River Arts Repertory, Woodstock
- 1989. Strindberg Sonata, basato sulla vita e le opere di August Strindberg, prodotto da UC-San Diego, La Jolla
- 1989. Life is a Dream di Calderon de la Barca, prodotto da A.R.T., Cambridge,
- 1989. Summerfolk di Maxim Gor'kij, prodotto da Trinity Repertory Company, Providence
- 1990. Once in a Lifetime di Kaufman e Hart
- 1990. The Baltimore Waltz di Paula Vogel
- 1991. In the Eye of the Hurricane di Eduardo Machado
- 1991. In the Jungle of Cities di Brecht

### Regista, SITI Company, 1992-2022[69]
- 1992. Oreste di Euripide, adattamento di Charles L. Mee
- 1993. The Medium, ispirato a Marshall McLuhan
- 1994. Small Lives/Big Dreams di Čechov[70][71]
- 1995. Going, Going, Gone
- 1995.The Adding Machine
- 1997. La signorina Julie di August Strindberg
- 1998. Alice's Adventures
- 1998. Bob
- 1998. Culture of Desire
- 1998. Private Lives di Noel Coward
- 1998. Seven Deadly Sins
- 1999. War of the Worlds – The Radio Play
- 1999. Cabin Pressure

### Co-direzione SITI Company
- 2000. Room ispirato a Virginia Woolf
- 2001. Hay Fever di Noel Coward
- 2001. bobrauschenbergamerica, scritto da Charles L. Mee, ispirato a Robert Rauschenberg
- 2002. Score, ispirato a Leonard Bernstein
- 2004. Death and the Ploughman di Johannes von Saaz
- 2006. Hotel Cassiopeia
- 2008. Who Do You Think You Are
- 2009. Freshwater, testo di Virginia Woolf
- 2011. Le Troiane di Euripide, adattamento di Jocelyn Clarke
- 2014. I persiani di Eschilo
- 2014. Steel Hammer
- 2017. Chess Match No. 5, testo di Jocelyn Clarke, ispirato a John Cage e Marcel Duchamp
- 2017. Lost in the Stars, musical di Kurt Weil, testo di Maxwell Anderson
- 2018. Le baccanti
- 2019. Falling & Loving
- 2022. A Christmas Carol di Charles Dickens[7]

### Altre compagnie
- 2019. ll racconto dell'ancella di Margaret Atwood (2019), Boston Lyric Opera
- 2023. Bluebeard’s Castle/Four Songs (fonde Il castello di Barbablù di Bela Bartók con Vier Lieder di Alma Mahler Schindler, Boston Lyric Opera

## Saggi
- A Director Prepares: seven essays on art and theatre, New York, Routledge, 2001
- The Viewpoints Book: a practical guide to viewpoints and composition (coautrice Tina Landau), New York, Theatre Communications Group, 2005
  - Viewpoints: il libro dei punti di vista scenici, traduttore Nicolò Columbano, Roma, Audino, ISBN 978-88-7527-386-6
- And Then, You Act. Making art in an Unpredictable Word, New York, Routledge, 2007
- Conversations with Anne: twenty-four interviews, New York, Theatre Communications Group, 2012
- What's the story: essays about art, theater and storytelling, New York, Routledge, 2014
- The Art of Resonance, London, Methuen Drama, 2021

## Riconoscimenti
- 1984. Bessie Award per South Pacific[28]
- 1988. Obie Award come miglior regista per No Plays No Poetry sugli scritti teorici di Brecht[72]
- 1992. Obie Award come miglior regia per The Baltimore Waltz della drammaturga Paula Vogel
- 1999. ATHE Career achievement Award
- 2001. Edwin Booth Award
- 2002. Distinguished Chancellorship Award
- 2005. American Theatre Wing Award[73]
- 2006. Distinguished Career Award dalla South East Theatre Conference per il suo contributo al teatro[74]
- 2011. Pat Miller Playmakers Award, dall'Emory University
- 2015. Artistic Excellence Award del Greater Columbus Arts Council per la piéce the theater is a blank page, ispirato a Gita al faro di Virginia Woolf[56]
- 2016. Alfred Drake Award dal Brooklyn College
- 2023. Obie Award alla carriera, per i suoi 30 anni di lavoro con SITI Company[7]